# Litsea santapaui
Litsea santapaui är en lagerväxtart som beskrevs av André Joseph Guillaume Henri Kostermans. Litsea santapaui ingår i släktet Litsea och familjen lagerväxter. Inga underarter finns listade i Catalogue of Life.